# Hôtel de Bocsozel
L'hôtel de Bocsozel surnommé localement « Maison à la Tour » est un ancien hôtel particulier dont la construction date du XVe siècle avec d'importantes modifications datant du XVIe siècle et situé dans le centre ancien de la commune de La Côte-Saint-André, dans le département de l'Isère, en région Auvergne-Rhône-Alpes. 
Historiquement, il fut la propriété de Jeanne Terrail, fille du Chevalier Bayard et épouse de François de Bocsozel. Certaines parties de cet édifice sont inscrites à l'inventaire des monuments historiques.

## Situation et accès

### Situation
Cette maison est située à proximité immédiate de la Halle de La Côte-Saint-André, au cœur du bourg ancien de La Côte-Saint-André et à proximité immédiate de l'hôtel de ville, non loin du château qui la domine et auquel on peut accéder directement par un escalier monumental, ainsi que du musée Hector-Berlioz . Il s'agit d'une propriété privée non accessible librement.

### Accès
Selon les références toponymiques fournies par le site géoportail de l'Institut géographique national, le secteur est accessible aux piétons depuis n'importe quel point de la commune et on peut admirer la tour depuis les escaliers qui montent depuis la Halle vers le château Louis XI
Le centre historique est desservie par le réseau interurbain de l'Isère connu sous l'appellation locale Transisère qui relie la ville de La Côte-Saint-André aux autres villes de l'Isère.

## Historique
Selon la base Isère Patrimoine, l'hôtel de Bocsozel date du XVe siècle, cependant les façades Sud et Est du bâtiment, percées d'ouvertures, datent du XVIe siècle. 
Cette remarquable maison fut, durant le XVIe siècle, la propriété de la fille naturelle du Chevalier Pierre Terrail de Bayard, Jeanne Terrail, épouse de François de Bocsozel, seigneur de Champier, une famille de noble lignage du Viennois .
Ses façades et toitures été inscrites au titre des monuments historiques par arrêté du 23 avril 1981.

## Description
L'édifice présente un grand portail qui a conservé un claveau central finement sculpté. Dans la partie situé au Nord, le toit de la tour octogonale a subi des modifications depuis sa construction.
Au niveau intérieur, des décors peints subsistent sur les poutres dans les salles principales. Des peintures murales du XVIIe siècle sont encore visibles dans la partie arrière, d'autres ont été recouvertes d'un enduit.